# Жеродо
Жеродо́ (фр. Géraudot) — коммуна во Франции, находится в регионе Шампань — Арденны. Департамент — Об. Входит в состав кантона Пине. Округ коммуны — Труа.
Код INSEE коммуны — 10165.
Коммуна расположена приблизительно в 160 км к юго-востоку от Парижа, в 75 км южнее Шалон-ан-Шампани, в 19 км к востоку от Труа.

## Население
Население коммуны на 2008 год составляло 292 человека.
| 1962 | 1968 | 1975 | 1982 | 1990 | 1999 | 2008 |
| ---- | ---- | ---- | ---- | ---- | ---- | ---- |
| 228  | 246  | 239  | 255  | 274  | 291  | 292  |

## Администрация
| Период | Период | Фамилия       | Партия | Примечания |
| ------ | ------ | ------------- | ------ | ---------- |
| 2001   | 2008   | Марсель Лонуа |        |            |
| 2008   |        | Бернар Ролан  |        |            |

## Экономика
В 2007 году среди 170 человек в трудоспособном возрасте (15—64 лет) 127 были экономически активными, 43 — неактивными (показатель активности — 74,7 %, в 1999 году было 71,6 %). Из 127 активных работали 111 человек (59 мужчин и 52 женщины), безработных было 16 (7 мужчин и 9 женщин). Среди 43 неактивных 6 человек были учениками или студентами, 22 — пенсионерами, 15 были неактивными по другим причинам.

## Фотогалерея

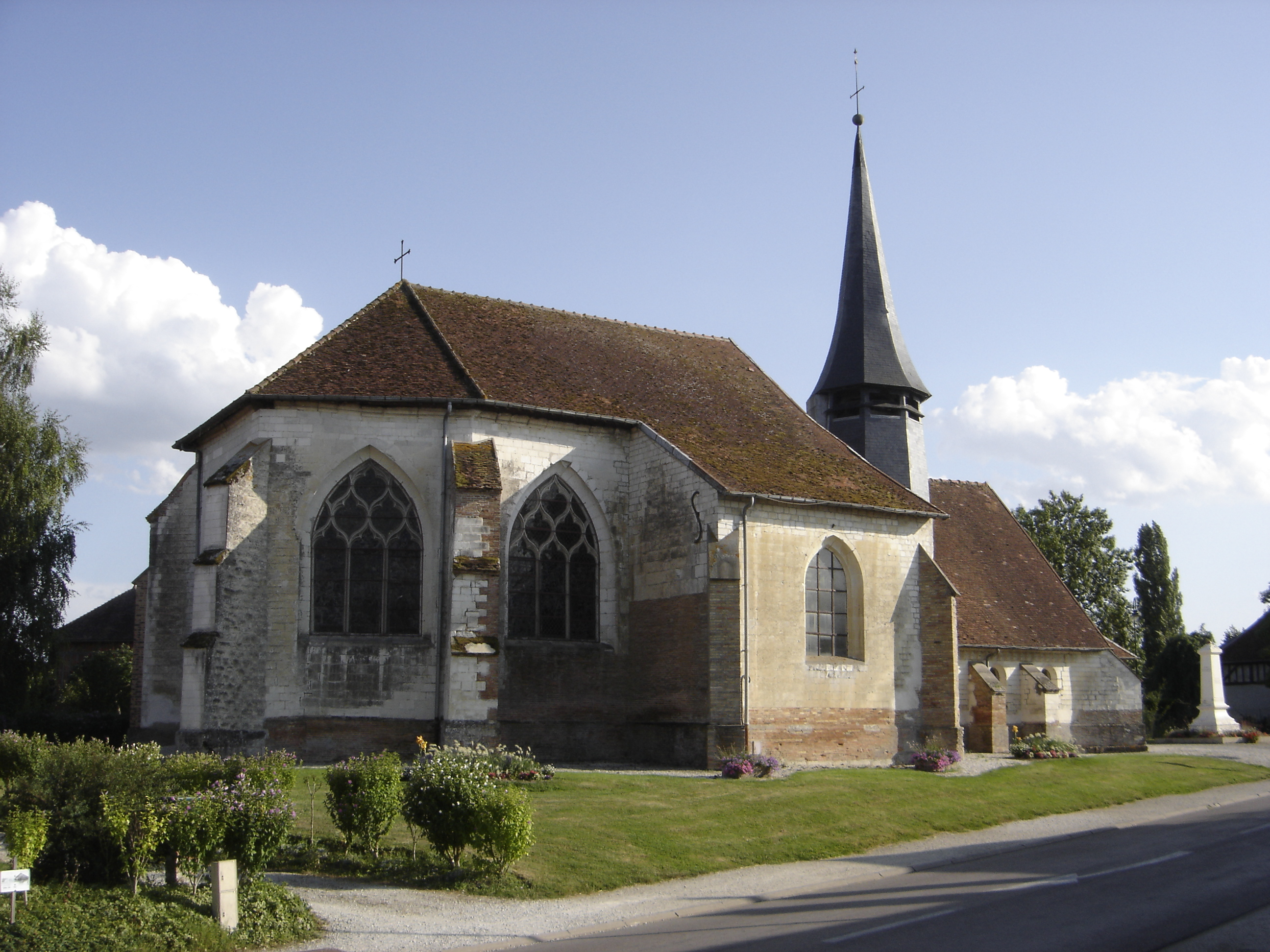
Церковь святых Петра и Павла
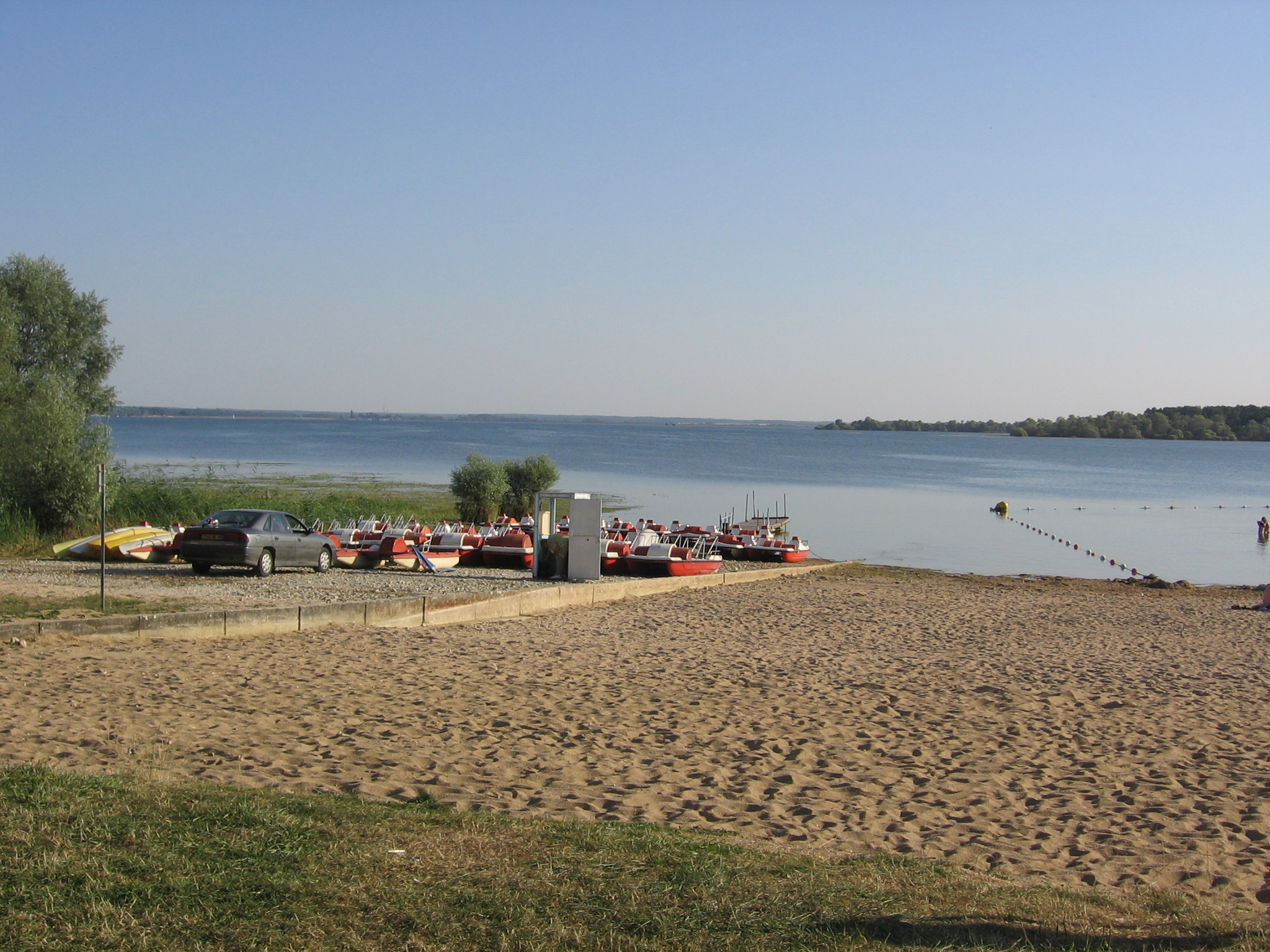
Пляж на озере Орьен[фр.]
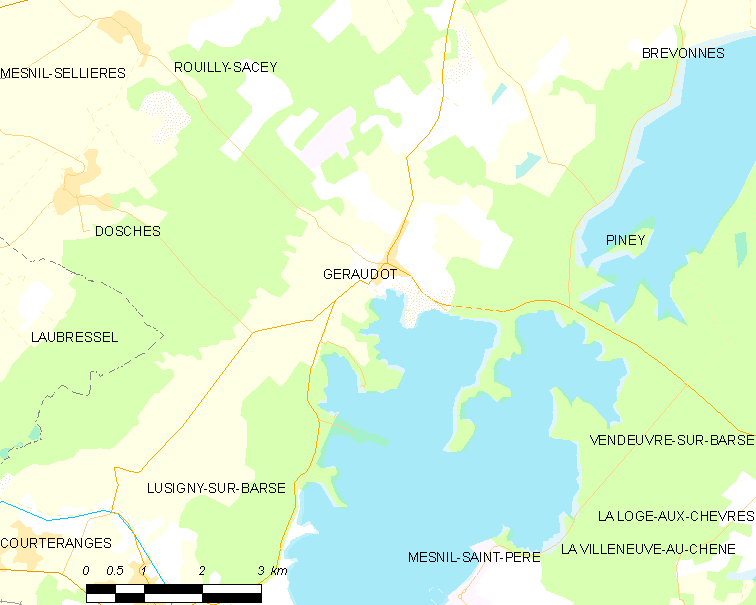
Карта коммуны